# غربالگری سرطان

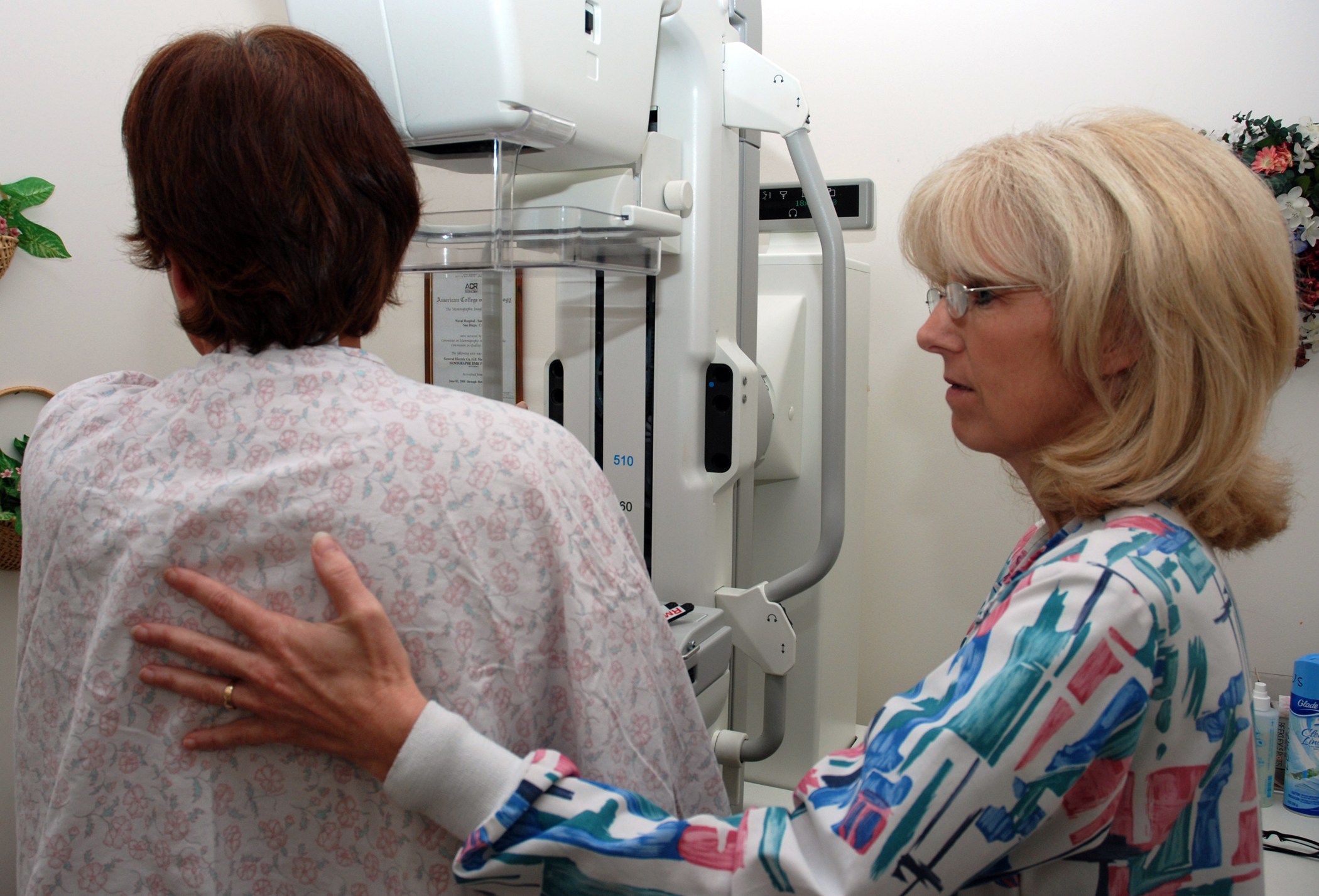
عکس ساده قفسه سینه یکی از روشهای معمول غربالگری سرطان است

غربالگری سرطان نوعی آزمایش غربالگری به‌شکل جستجوی سرطان پیش از ظهور علائم بیماری در فرد است. غربالگری به تشخیص و شناسایی زودهنگام سرطان کمک می‌کند. غربالگری سرطان عبارت است از مجموعه‌ای از تست‌های پزشکی که اگر پاسخ تست غربالگری منفی بود، خیال فرد آزمایش دهنده آسوده می‌گردد، اما اگر پاسخ مثبت بود دال بر وجود سرطان نیست، بلکه فرد را ملزم به انجام آزمایش‌های تکمیلی و پیگیری می‌نماید. چنانچه در آزمایش‌ها تکمیلی نیز وجود سرطان تأیید شد به دلیل تشخیص زودهنگام از طریق غربالگری جای هیچ‌گونه نگرانی برای فرد نیست چرا که اساساً هدف اصلی انجام غربالگری این است که سرطان را در مراحل اولیه یعنی زمانی که هیچ علائم و نشانه‌ای ندارد، شناسایی کند که به دنبال این تشخیص به هنگام پروسه درمان کوتاه‌تر و در دسترس ژتر و نتیجه‌بخش‌تر خواهد بود و به دنبال آن میزان بقا افزایش می‌یابد.
غربالگری یا واژه ملموس و متداول آن در سطح جامعه یعنی چکاپ تا میزانی اهمیت دارد که سازمان بهداشت جهانی آن را یکی از مهم‌ترین سلاح‌های مبارزه با سرطان معرفی کرده‌است.
نکته بسیار حائز اهمیت این است که هنگامی‌که دکتر پیشنهاد غربالگری می‌دهد، به این معنا نیست فرد مبتلا به سرطان می‌باشد بلکه تست غربالگری زمانی انجام می‌شود که فرد هیچ علامت یا نشانه‌ای از سرطان ندارد و صرفاً هدفی جز پیشگیری نخواهد داشت.

## اهداف غربالگری سرطان
غربالگری دو هدف اصلی و مهم را دنبال می‌کند که عبارت‌اند از:
۱) کاهش یا حذف مرگ بر اثر سرطان در سرطان‌هایی که تا نود درصد قابل‌درمان هستند.
۲) کاهش تعداد افرادی که سرطان در آن‌ها، توسعه‌یافته و به مرحله پیش‌رونده می‌رسد.

## تست‌های غربالگری متداول در دنیا
الف) سرطان سینه

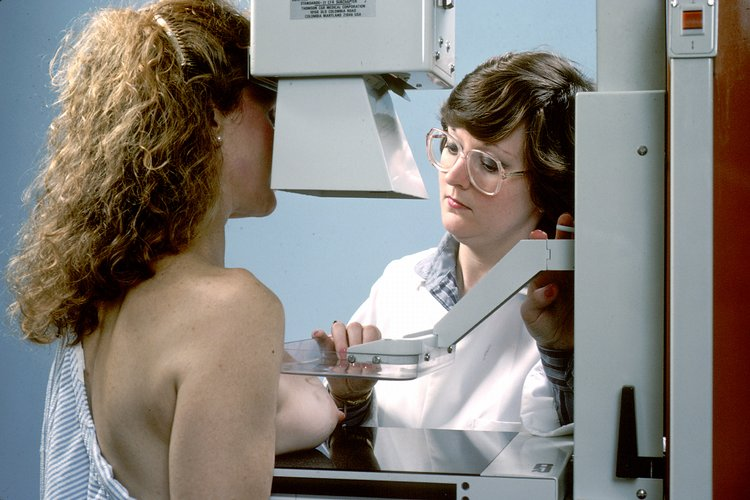
تصویر یک پزشک در حال انجام تست ماموگرافی

۱) ماموگرافی: ماموگرافی نوعی استفاده از اشعه ایکس در تشخیص تومورهای سرطانی موجود در سینه می‌باشد. تصویری که توسط ماموگرافی تولید می‌شود، ماموگرام نامیده می‌شود که می‌تواند تومورها و ابنرمالی‌های موجود در بافت سینه را نشان دهد که یک تست غربالگری کارآمد به‌شمار می‌آید. ماموگرافی باید از سن ۴۰سالگی به‌صورت سالیانه آغاز شود و بعد از سن ۷۰سالگی هر سه سال یک‌بار انجام شود. غربالگری به شیوه ماموگرافی منجر به کاهش ۳۰درصد مرگ‌ومیر ناشی از سرطان سینه در زنان ۴۵–۷۰سال می‌شود. البته لازم است ذکر شود که ماموگرافی برای سنین پایین‌تر از ۴۰ سال به دلیل متراکم بودن بافت سینه از حساسیت کمتری برخوردار است و سونوگرافی جایگزین خوبی برای غربالگری در این سنین می‌باشد.
ب) سرطان دهانه رحم (کانسر سرویکس)
۱) تست پاپ اسمیر: سرطان دهانه رحم از شایع‌ترین سرطان‌ها در زنان خصوصاً در کشورهای جهان سوم می‌باشد. در کشورهای پیشرفته این سرطان به دلیل انجام تست‌های غربالگری از نظر میزان شیوع کاهش‌یافته‌است. تست پاپ اسمیر یک نمونه‌برداری از سلول‌های دهانه رحم می‌باشد که به‌طور میانگین باید هر شش ماه تا یک سال در زنان متأهل انجام شود و تا سن ۶۰ سالگی این تست به‌صورت سالانه انجام گیرد و بعد از ۶۰ سالگی در صورت منفی بودن نتایج پیشین، دیگر نیازی به غربالگری نیست.
۲) آزمایش ویروس پاپیلومای انسانی(HPV): این آزمایش در جریان پاپ اسمیر انجام می‌شود و ممکن است این ویروس در نمونه‌برداری از دهانه رحم شناسایی شود که از رسک فاکتورهای سرطان دهانه رحم می‌باشد.
ج) سرطان کولورکتال
۱) کولونوسکوپی:در طی این روش پزشک متخصص یک وسیله منعطف به نام کولونوسکوپ را که مجهز به دوربین و نور می‌باشد را وارد رکتوم می‌کند و تمام موارد غیرطبیعی ازجمله پولیپ‌ها و توده‌ها را مشاهده و شناسایی می‌کند. در مواقعی نیز هیچ‌گونه مورد غیرطبیعی یافت نشده و فرد مورد غربالگری سالم می‌باشد. غربالگری از طریق کولونوسکوپی در سنین ۵۰–۷۰سال انجام می‌شود و حداقل هر ده سال یک‌بار باید تکرار شود.
۲) وجود خون مخفی در مدفوع(FOBT): در این تست آزمایشگاهی مدفوع را ازنظر وجود خون مخفی موردبررسی قرار می‌دهند؛ که به تشخیص انواع پولیپ‌ها و سرطان‌ها در مراحل اولیه می‌باشد. انجام این تست غربالگری از ۴۵سالگی هردو سال یک‌بار توصیه می‌شود.
د) سرطان پروستات
1) Digital Rectal Examination:DRE در واقع تستی می‌باشد که حین آن اورولوژیست با دستکش، انگشت آغشته به روغن را وارد رکتوم می‌کند تا سطح پروستات را از لحاظ وجود انواع موارد غیرطبیعی و نامنظم بررسی نماید که در سنین بالای ۴۰ سال بهتر است که ب منظور غربالگری انجام شود.
۲) آزمایش PSA (Prostate Specific Antigen): این تست غربالگری بسیار راحت و در دسترس می‌باشد و شامل اندازه‌گیری سطح ماده‌ای به نام PSAدر خون می‌باشد که چنانچه میزان آن از حد طبیعی بالاتر باشد مشکوک به سرطان پروستات بوده و فرد را ملزم به انجام آزمایش‌ها تکمیلی می‌کند.

## غربالگری در کشورهای توسعه‌یافته
اغلب سرطان‌ها در کشورهای توسعه‌یافته و پیشرفته به دلیل اجرای هماهنگ برنامه کنترل سرطان و هماهنگی نهادهای دولتی همچون سیستم بهداشت و درمان، نهادهای بیمه‌گذار، رسانه‌ها و دانشگاه‌های علوم پزشکی و همکاری و همراهی عموم جامعه برای ارتقای سطح سلامت، قابل‌درمان شده‌اند.
برنامه ملی کنترل سرطان در واقع یک برنامه همگانی برای کاهش بروز سرطان و مرگ‌ومیر ناشی از آن و هم‌چنین افزایش بهبود کیفیت زندگی بیماران سرطانی در یک کشور یا یک منطقه خاص است و راهبردها و دستورالعمل‌های متنی جهت پیشگیری، کشف زودهنگام، درمان و مراقبت را در اختیار قرار می‌دهد. در واقع برنامه ملی کنترل سرطان چشم‌اندازی از همکاری‌های چندجانبه میان دولت و مردم بیان می‌دارد که در آن تمامی ارگان‌های دولتی ازجمله وزارت بهداشت و درمان از لحاظ تأمین امکانات بهداشتی-درمانی در سراسر کشور و پویش سراسری بهداشت، وزارت آموزش‌وپرورش از طریق آموزش زندگی سالم و به دور از عوامل خطرزایی همچون دخانیات، الکل و … و دانشگاه‌های علوم پزشکی از طریق آموزش پرسنل آگاه و متخصص در جهت همراهی و همکاری و رسانه‌ها از طریق تبلیغات فراگیر و گسترده تست‌های غربالگری و تشویق اذهان مردم به سمت این تست‌ها و سیستم‌های بیمه‌کننده از طریق تأمین مخارج لازم جهت اجرای این برنامه‌ها، مشارکت می‌کنند تا دستاورد این مشارکت در کنترل عملی سرطان بارور گردد. یعنی همان چیزی که در کشورهای توسعه‌یافته مشاهده می‌شود. سرطان‌هایی که امروزه در این کشورها قابل‌درمان هستند در کشورهای درحال‌توسعه در مراحل پیشرفته تشخیص داده می‌شوند.
یکی از اصول اساسی و مهم برنامه ملی کنترل سرطان غربالگری و ایجاد فرهنگ آن به‌عنوان یک وظیفهٔ مهم بهداشتی بر دوش افراد جامعه و آماده‌سازی نهادهای دولتی برای اجرای آن است.
در یک مطالعه مقایسه‌ای در یکی از ارگان‌های تحقیقاتی در اروپا پیرامون برآورد هزینه غربالگری و هزینه درمان در سال ۲۰۰۵ به نتیجه زیر رسیدند:
همان‌طور که مشاهده می‌شود، هزینه تخصیص داده‌شده به غربالگری بسیار کمتر از هزینه‌ای است که باید صرف درمان گردد. در واقع حمایت از برنامه‌های غربالگری که جزئی از کشف زودهنگام سرطان است بسیار حائز اهمیت می‌باشد. موفقیت در غربالگری منوط به داشتن تعداد کافی پرسنل برای انجام آزمایش‌های غربالگری و هم‌چنین ایجاد حس وظیفه عمومی برای انجام این تست می‌باشد. امروزه در بسیاری از کشورهای اروپایی همچون انگلیس مشاهده می‌شود که سالیانه برای تمامی زنان بالای ۴۵ سال دعوت‌نامه‌ای جهت انجام غربالگری سرطان سینه ارسال می‌شود که نمایانگر آمادگی دولت از لحاظ سرمایه و نیروی پشتیبان و آمادگی عموم جامعه برای غربالگری است.

## ارزیابی غربالگری سرطان در ایران
در ایران با توجه به آنکه چندین سال است که برنامه ملی کنترل سرطان به‌صورت جامع و کامل تدوین می‌شود اما قسمت ابتدایی این برنامه یعنی کشف زودهنگام به‌خوبی در کشور اجرا نمی‌شود. با توجه به افزایش میزان شیوع سرطان در دنیا، هر کشور هدفمندی که نگران سلامتی افراد جامعه خود باشد سیاست‌هایی را برای کنترل مناسب و به‌موقع شیوع سرطان به کار می‌بندد.
البته تا امروز کارهایی پراکنده اما تا حدودی مؤثر در رابطه با کنترل سرطان صورت گرفته‌است از جمله پویش ملی مبارزه با سرطان که در تاریخ ۸تا ۱۵ بهمن سال ۱۳۹۴ صورت گرفت که مسئولین برگزاری این پویش اهدافی از جمله افزایش آگاهی و جلب مشارکت نهادهای دولتی و مردم‌نهاد، اصلاح باورهای نادرست در خصوص درمان‌ناپذیر بودن سرطان و جلب مشارکت سیاست‌گذاران و سکان داران سلامت کشور در کنترل سرطان را دنبال نمودند. اما آنچه که باید مورد توجه قرار گیرد، برنامه‌ریزی مناسب با نیازهای روز جامعه از رسانه‌های جمعی همچون رادیو و تلویزیون و نهادینه کردن فرهنگ غربالگری در جامعه می‌باشد. ضروریست از طریق تمامی منابع اطلاع‌رسانی و هم‌چنین مهم‌ترین نهاد آموزشی کشور یعنی وزارت آموزش و پرورش به افراد آموزش داده شود تا علائم و نشانه‌های اولیه سرطان را تشخیص دهند. مردم باید به این اندیشه دست پیدا کنند که مادامی که سرطان زود تشخیص داده می‌شود، درمان مؤثرتر خواهد بود.
وزارت بهداشت با همکاری نهادهای بیمه‌گذار بایستی هزینه‌ای را برای ایجاد شرایط مناسب غربالگری از لحاظ پوشش بیمه‌ای، تجهیزات و مراکز مناسب و تخصصی غربالگری در سطح کشور و تأمین پرسنل کافی برای ارائه این خدمات را فراهم سازی نماید. آموزش تخصصی کارکنان بخش‌های بهداشتی-درمانی بسیار ضروریست. این بدان معناست که آن‌ها باید به صورت تخصصی برای کشف زود هنگام سرطان از طریق غربالگری آموزش ببینند و مهارت‌های لازم را کسب نمایند. هنگامی که افراد در مراحل آغازی سرطان، غربالگری شده و برای درمان به تیم‌های درمان‌کننده معرفی می‌شوند، نتایج اجتماعی و اقتصادی سودمندی را به دنبال خواهد داشت. اول آن که در دیدگاه اجتماعی، فرد به عنوان عضوی از یک خانواده در اسرع وقت و به موقع درمان را دریافت و پس از بهبودی به کانون خانواده بازمی‌گردد و آسیب‌های مخرب روحی کمتری از جمله استرس و نگرانی چه برای بهبودی و چه تأمین دارو و. به کیان خانواده وارد می‌شود. درمان سرطان در مراحل اولیه هزینه بسیار کمتری را به اقتصاد یک کشور از لحاظ تأمین دارو و تجهیزات پیشرفته وارد می‌کند. هر فرد مبتلا به سرطان ممکن است یک نیروی کار و مولد سرمایه برای کشور باشد، چنانچه با سیستم غربالگری دولت بتواند با ارائه به موقع درمان به این افراد، آن‌ها را به مرحله بهبودی و زندگی روزمره برساند، نه تنها از چرخه اقتصادی یک خانواده حمایت کرده بلکه یک نیروی کار در جامعه حفظ کرده‌است.
با بررسی مقایسه‌ای که سالیانه در کشورهای اروپایی از لحاظ برآورد هزینه صورت می‌گیرد، این نتیجه حاصل شده‌است که اجرای غربالگری مناسب در جامعه، سالانه مبلغی معادل نصف مقدار هزینه درمان در کشور را صرف خود خواهد کرد و میزان مرگ و میر را به میزان قابل توجهی کاهش می‌دهد.
برنامه غربالگری سرطان باید همانند واکسیناسیون بیماری‌های واگیر که به صورت فراگیر و جامع انجام می‌شود، صورت پذیرد. در واقع همان‌طور که برای پیشگیری از بیماری‌های واگیر طرح یکپارچه وجود دارد، برای بیماری‌های غیرواگیر از جمله سرطان نیز طرح یکپارچه و ملی پیشگیری و کنترل وجود داشته باشد. غربالگری به آن معنا نیست که اگر پاسخ آن منفی بود یعنی دیگر نیازی به تکرار نیست، بلکه باید تداوم داشته و به صورت مکرر سالیانه صورت پذیرد. غربالگری می‌تواند یکی از مهم‌ترین معیارهای ارزیابی عملکرد سیستم سلامت یک جامعه باشد و نیازمند توجه و مساعدت همه‌جانبه نهادها و گروه‌های مؤثر است.
نمره ی دانش و نگرش بهورزان زنی که 2 بار و بیشتر غربالگری سرطان دهانه ی رحم را انجام داده بودند، به طور معناداری بالاتر بود (05/0>P value). نگرش منفی در مورد غربالگری سرطان دهانه ی رحم بیشتر به علت تجربه ی درد (67 درصد) و احتمال زخم و خونریزی (53 درصد) بود. نتیجه گیری: با اینکه دانش، نگرش و عملکرد بهورزان در مورد غربالگری سرطان دهانه ی رحم نسبتا مناسب است، مداخالت متناسب برای بهبود خدمات آن ها مورد نیاز می باشد.